# PLAYZONE2007 Change2Chance -第1幕-
『PLAYZONE2007 Change2Chance -第1幕-』（プレゾン2007チェンジツーチャンスだいいちまく）は2007年9月5日にジャニーズ・エンタテイメントからリリースされた少年隊の17枚目となるサウンドトラック。

## 概要
佐藤アツヒロ、赤坂晃、内博貴、草野博紀、知念侑李、薬師丸ひろ子等も参加している。「第2幕」のアルバムCDについては、赤坂晃の不祥事を受けて急遽発売中止となった。
2020年9月20日、株式会社ジャニーズ事務所と所属タレントの錦織一清・植草克秀は、同年12月31日をもってジャニーズ事務所を退所することをファンクラブ会員サイトで報告。本作が少年隊としての最後のサウンドトラックとなった。

## 収録曲
1. ざわめきの中に（歌：少年隊）[2:18]
  - 作詞：久保田洋司
  - 作曲：Nick Jarl,David Stenmarck
  - 編曲：上杉洋史
2. Baila Baila（歌：M.A.D.）[2:55]
  - 作詞：渡邊亜希子　作曲：Johan Österberg
  - 編曲：佐々木裕
3. 愛について [3:14]
  - Lesson（歌：錦織一清、M.A.D.）
    - 作詞：春和文　作曲：Alexander Holmgren
    - 編曲：前口渉

  - Whay is Love?（歌：M.A.D.）
    - 作詞：春和文
    - 作曲：Frederik Hult,Josefine Glenmark,Carl Utbult
    - 編曲：前口渉

  - Meaning of Love（歌：M.A.D.）
    - 作詞：春和文
    - 作曲：Vincent Degiorgio,Milael Albertsson
    - 編曲：前口渉

  - Lesson（歌：錦織一清、M.A.D.）
    - 作詞：春和文　作曲：Alexander Holmgren
    - 編曲：前口渉
4. 愛されるってなんだ（歌：東山紀之）[2:58]
  - 作詞：西田恵美
  - 作曲：Gary Benson,Wessley Johnson
  - 編曲：m-takeshi
5. Father & Son / Wish [4:51]
  - Father & Son （歌：赤坂晃）
    - 作詞・編曲：m-takeshi
    - 作曲：Aaron Soul,Tony Briscoe

  - Wish（歌：知念侑李）
    - 作詞：六ツ見純代
    - 作曲：Nick Jarl,David Stenmarck
    - 編曲：羽島亨
6. 太陽になろう（歌：植草克秀・内博貴・草野博紀）[2:35]
  - 作詞・作曲・編曲：酒井ミキオ
7. Tell me How（歌：M.A.D.）[4:07]
  - どうすればいい
    - 作詞：H.U.B.
    - 作曲：Davoe Vulma,Aileen de la Cruz,Mike Abatzidis
    - 編曲：佐々木裕

  - Not believed
    - 作詞：H.U.B.
    - 作曲：Mike Abatzidis,Kathy Cantaluppi
    - 編曲：佐々木裕

  - We go to win
    - 作詞：H.U.B.
    - 作曲：Tord Backstrom,Bengt Girell,Jan Nilsson
    - 編曲：佐々木裕
8. 輝く瞳（歌：少年隊・M.A.D.）[3:32]
  - 作詞：西田恵美
  - 作曲：Christian Walz,Patrick Berggren
  - 編曲：秋山誠司
9. 歩いてゆこう（歌：少年隊・知念侑李）[3:21]
  - 作詞：篠沢俊喜・漆野淳哉・森田文人
  - 作曲：Nick Jarl,David Stenmarck
  - 編曲：川端良征
10. メモリースリップ（歌：少年隊・佐藤アツヒロ）[3:18]
  - 作詞：六ツ見純代・riann
  - 作曲：Alexander Holmgren,Henrik Hansson
  - 編曲：AKIRASTAR
11. 愛しいあなた（歌：薬師丸ひろ子）
  - 作詞：西田恵美
  - 作曲：Nick Jarl,David Stenmarck
  - 編曲：あおい吉勇
12. 愛の花（歌：知念侑李・M.A.D.）[3:21]
  - 作詞：春和文
  - 作曲：Nick Jarl,David Stenmarck
  - 編曲：あおい吉勇
13. 明日に向かって（歌：少年隊・赤坂晃・佐藤アツヒロ・知念侑李・内博貴・M.A.D.）[4:51]
  - 作詞：島崎貴光
  - 作曲：Nick Jarl,David Stenmarck
  - 編曲：m-takeshi